# Entrevista de Hendaya

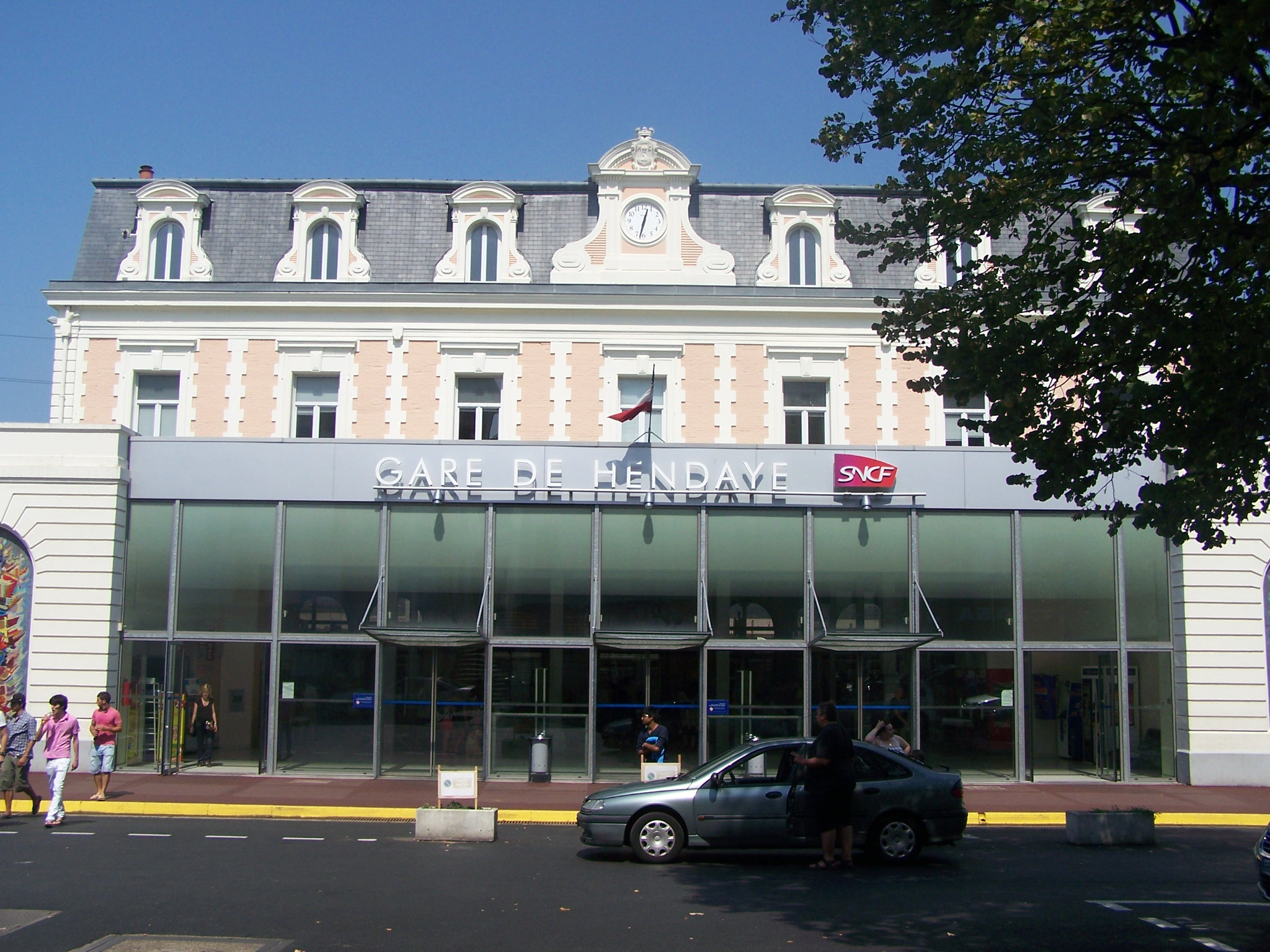
Estación de Hendaya

En la reunión, entrevista o conferencia de Hendaya, Francisco Franco se entrevistó con Adolf Hitler en presencia de sus respectivos ministros de Asuntos Exteriores, Ramón Serrano Suñer y Joachim von Ribbentrop. Tuvo lugar en la estación de ferrocarril de la localidad francesa de Hendaya, junto a la frontera hispano-francesa, el 23 de octubre de 1940. 
El objetivo de la entrevista fue intentar resolver los desacuerdos sobre las condiciones españolas para su entrada en la guerra del lado de las potencias del Eje. Sin embargo, después de siete horas de reunión, Hitler siguió considerando desorbitadas las exigencias españolas: la devolución de Gibraltar (tras la derrota del Reino Unido); la cesión del Marruecos francés y de una parte de la Argelia francesa a España más el Camerún francés que se uniría a la colonia española de Guinea; el envío de suministros alemanes de alimentos, petróleo y armas para paliar la crítica situación económica y militar que padecía España. El único resultado de la entrevista fue la firma de un protocolo secreto en el que Franco se comprometía a entrar en la guerra en una fecha que él mismo determinaría y en el que Hitler garantizaba solo vagamente que España recibiría «territorios en África».
Esta entrevista fue similar a la entrevista de Bordighera, celebrada por Franco con Benito Mussolini en la localidad italiana de Bordighera el 12 de febrero de 1941.

## Antecedentes: el viaje de Serrano Suñer a Berlín

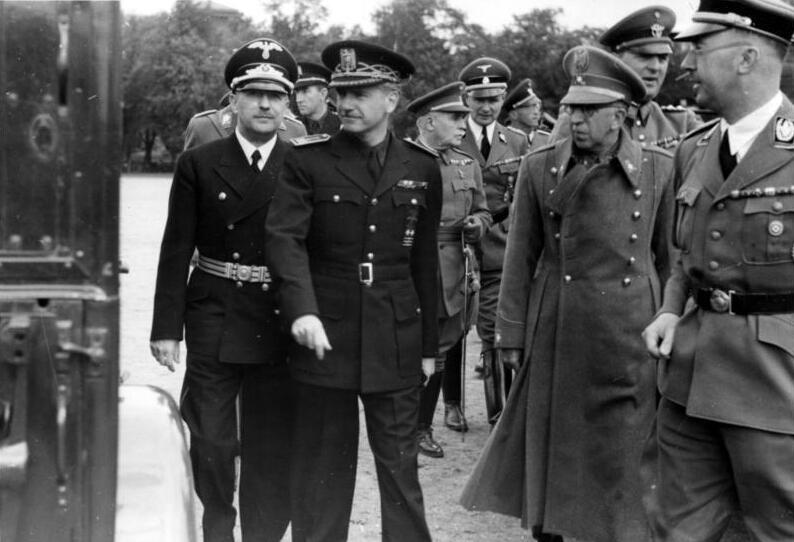
Visita a Berlín del ministro Ramón Serrano Suñer, acompañado del general Sagardía, siendo recibido por Himmler.

En septiembre de 1940 el general Franco envió a Ramón Serrano Suñer a Berlín para que acordara las condiciones de la entrada de España en la guerra del lado del Eje. Sin embargo, el alto mando alemán no compartía el optimismo de Hitler sobre la importancia de la contribución española a la guerra, dadas las precarias condiciones económicas y militares que padecía, y calificaba la postura española como oportunista —el almirante Canaris advirtió a Hitler que «desde el principio, la política de Franco consiste en no entrar en la guerra hasta que Gran Bretaña esté derrotada, porque tiene miedo de su poder»—. Además Göring comunicó al Führer que Alemania no podía atender las elevadas peticiones españolas en suministros y armas. De todas formas, la intención de Hitler, según le confesó al general Franz Halder, era «prometer a los españoles todo lo que quisieran, sin importar si la promesa se podía cumplir».
El 16 de septiembre Serrano llegó a Berlín para discutir la entrada española en la guerra más allá de las anteriores «tentativas esporádicas», tal como aseguró a Ribbentrop en su primera entrevista. Durante la misma el ministro de Asuntos Exteriores alemán dijo a Serrano que si el Marruecos francés pasaba a España, se deberían establecer bases alemanas en Mogador y Agadir con el «hinterland apropiado», y también en una de las islas Canarias —más tarde Ribbentrop también incluyó en su petición la Guinea Española—. Como comentó el embajador Von Stohrer, «España no puede esperar de nosotros que le brindemos un nuevo imperio colonial con nuestras victorias y no obtengamos nada a cambio». Así pues, «Serrano Suñer esperaba ser tratado como un valioso aliado y en cambio fue tratado como representante de un Estado satélite». Por otro lado, Ribbentrop ocultó a Serrano que la operación León Marino —la invasión de Inglaterra— iba a ser suspendida.
Al día siguiente Serrano se entrevistó con Hitler pero no consiguió un compromiso firme de que las reclamaciones españolas sobre África serían atendidas a cambio de la entrada de España en la guerra. Por otro lado, la petición española de suministros (800 000 toneladas de trigo, 100 000 de algodón, 25 000 de caucho y 625 000 de fertilizantes), tampoco fue atendida.

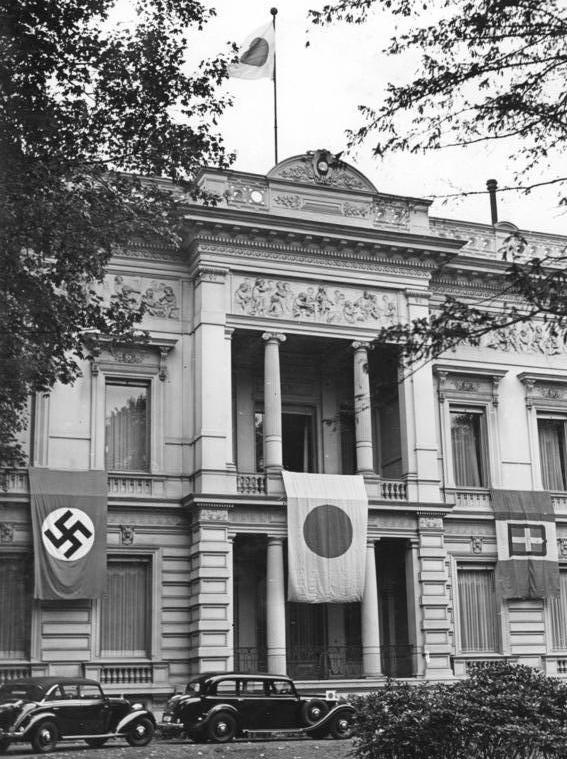
Banderas de Alemania, Japón e Italia, en la embajada japonesa en Berlín, septiembre de 1940.

Durante la estancia de Serrano Suñer en Berlín se firmó el 27 de septiembre el Pacto Tripartito entre Alemania, Italia y Japón, acto al que asistió como invitado. Tanto alemanes como españoles consideraron la visita de Serrano Suñer como un relativo fracaso. «Los alemanes creían que pedía demasiado; él, que Hitler ofrecía demasiado poco». Hitler se reunió el 28 de septiembre con el conde Ciano a quien dijo que «no se puede avanzar con los españoles sin acuerdos muy concretos y detallados» y destacó la desproporción entre lo que Franco pedía y lo que podía ofrecer, además de expresar sus dudas sobre si tenía «la misma fuerza de voluntad para dar que para recibir». Concluyó que en esas circunstancias se oponía a la intervención española en la guerra, «porque costaría más de lo que vale». Esto mismo manifestó a Mussolini durante la entrevista que mantuvieron en el Brennero el 4 de octubre. El Duce estuvo de acuerdo con él: «España pedía mucho y no daba nada». Como ha destacado Paul Preston, «si Hitler hubiera deseado realmente inclinar a Franco a su favor, le habría resultado muy fácil enviando suministros o tomando una actitud más generosa con respecto a las ambiciones imperiales de aquél». Mientras tanto el general Franco seguía ilusionado con la posibilidad de obtener el Marruecos francés para España, lo que según Serrano Suñer «había sido su deseo de siempre: el mundo en el que se había formado como gran jefe militar», y ello a pesar del agravamiento de la crisis alimentaria en España.
Por su parte los británicos estaban dispuestos a hacer concesiones para evitar que España entrara en la guerra. El 8 de octubre el primer ministro Winston Churchill manifestaba en la Cámara de los Comunes que Gran Bretaña deseaba «ver a España ocupando al puesto a que tiene derecho como gran potencia mediterránea y como guía y miembro de la familia de Europa y de la Cristiandad», y que entendía la necesidad que tenía de mantenerse neutral «para reedificar su vida nacional con dignidad, clemencia y honor». La prensa española controlada por Serrano mencionó el discurso pero omitió las referencias a España.

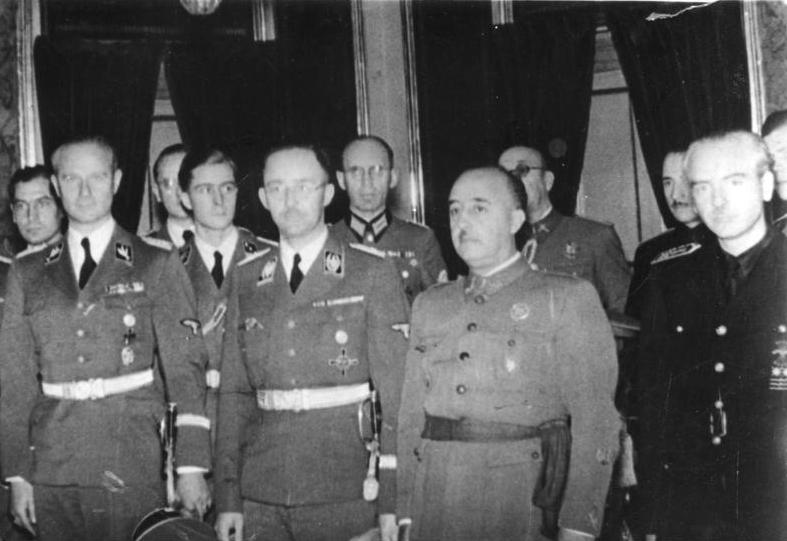
Franco junto a Heinrich Himmler en octubre de 1940.

El alineamiento cada vez mayor del general Franco con el Eje se hizo evidente cuando el 16 de octubre nombró a Serrano Suñer ministro de Asuntos Exteriores —en lugar del coronel Juan Beigbeder, que había adoptado una posición cada vez más probritánica, lo que había molestado a Hitler— y destituyó al otro ministro anglófilo, Luis Alarcón de la Lastra, cuya cartera de Industria y Comercio fue ocupada por el empresario falangista Demetrio Carceller Segura, quien desarrollaría el programa de exportación de materias primas a Alemania. El cese de Beigbeder despertó los temores en Gran Bretaña de que la entrada en la guerra de España estaba próxima. Por su parte Mussolini escribió a Hitler que el cambio de gobierno en España «nos permite asegurarnos que las tendencias hostiles al Eje se han eliminado o al menos neutralizado». Cuatro días después Himmler iniciaba su visita a España para supervisar las medidas de seguridad adoptadas para el encuentro entre Franco y Hitler previsto para el día 23 de octubre. Otro de los objetivos del viaje era estrechar la cooperación entre la policía española y la Gestapo, de lo que quedó encargado el agregado de seguridad de la embajada alemana y oficial de las SS Paul Winzer.

## La entrevista

### Las expectativas de Franco y de Hitler
Según Paul Preston, Franco fue a Hendaya «con la esperanza de obtener una recompensa adecuada a sus reiteradas ofertas de unirse al Eje» intentando «sacar provecho de lo que consideraba la decadencia de la hegemonía anglofrancesa que había mantenido a España en una posición subordinada durante más de dos siglos». Por su parte «Hitler no tenía intenciones de exigir a Franco que España entrara en la guerra de inmediato» y no estaba dispuesto a ceder a Franco el Marruecos francés porque creía que la Francia de Vichy estaba más capacitada que la España de Franco para defenderlo de un ataque británico. Al día siguiente de su encuentro con Franco en Hendaya tenía previsto reunirse con Pétain en Montoire-sur-le-Loir. En realidad, según Preston, «Hendaya y Montoire constituían un viaje de reconocimiento para ver si existía un modo de hacer compatibles las aspiraciones de Franco y de Pétain y para ayudarse a decidir su futura estrategia en el suroeste de Europa. El Führer era consciente del hecho de que sus consejeros militares y diplomáticos creían que no debía incorporar a Franco a la guerra». Dos de ellos le dijeron: «La situación interior de España está tan deteriorada que hace de ella un compañero político inservible. Tenemos que lograr los objetivos esenciales para nosotros (Gibraltar) sin su participación activa».
Así pues, las posturas parecían irreconciliables, ya que para Hitler resultaba poco deseable estratégicamente enemistarse con Petain por el desmembramiento del imperio francés, y con Mussolini que podría ver, en una España excesivamente favorecida en las negociaciones, una competidora en sus propias ambiciones mediterráneas. Y por su parte la estrategia de Franco era obtener el máximo de concesiones a cambio del mínimo de implicación en la guerra.

### En el vagón delErika

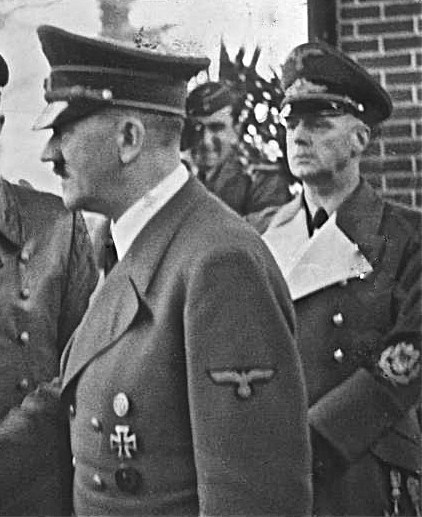
Hitler y Ribbentrop al día siguiente de la entrevista de Hendaya, durante la entrevista de Montoire con el mariscal Petain.

A las 15:20 horas llegó el tren oficial “Erika” de Hitler desde París. El tren de Franco, por su parte, llegó ocho minutos tarde desde San Sebastián (a donde Franco había llegado en automóvil desde Madrid) debido al mal estado de las vías férreas españolas. Para cuando descendió del vagón, Hitler y Von Ribbentrop le esperaban al pie de la escalerilla. Franco vestía uniforme militar con gorro cuartelero, mientras que Hitler usaba el uniforme del partido, con gorra de plato. El barón von Stohrer, embajador en España del régimen nazi, hizo las presentaciones y luego, juntos, los dos jefes de Estado revistaron las tropas alemanas de la guardia ceremonial.
La entrevista se celebró en el coche-salón del tren alemán. En el momento de subir se comunicó al embajador de España en Berlín, Eugenio Espinosa de los Monteros, que ni él ni Eberhard von Stohrer iban a participar en la reunión. Así pues, a la entrevista asistieron únicamente Franco, Hitler, Von Ribbentrop, Ramón Serrano Suñer y, como intérpretes, por parte alemana Gross y por parte española Álvarez de Estrada, barón de las Torres. Tampoco se permitió la presencia en el vagón del traductor oficial de Hitler, Paul-Otto Schmidt.
Adolf Hitler hizo una larga digresión sobre el Nuevo Orden europeo en el que España tendría su lugar, si bien era necesario que participara de manera activa en la victoria del Eje. Cuando acabó, Franco hizo también una larga exposición. Habló de Marruecos y de suministros, preguntando si Alemania estaba en condiciones de enviar a España 100 000 toneladas de trigo. Hitler respondió explicando a Franco que sus ambiciones sobre Marruecos chocaban con la necesidad que tenía Alemania de conseguir la cooperación de la Francia de Vichy, con lo que las esperanzas de Franco de conseguir «una gran conquista territorial a prácticamente ningún coste» se desvanecieron completamente.
Según algunos historiadores favorables a Franco, el almirante Wilhelm Canaris, a espaldas de Hitler, había asegurado al generalísimo que Alemania no ganaría la guerra, y, por otro lado, Franco exigió al Führer condiciones prácticamente imposibles de cumplir, como la entrega del Marruecos francés lo que chocaba directamente con los intereses de la Francia de Vichy, con quien Hitler no deseaba enemistarse, y también suministros de material militar, especialmente aéreo, del que Hitler no podía prescindir. La larga lista de reclamaciones de Franco hicieron que Hitler mencionara posteriormente a Mussolini que «antes que repetir la entrevista, preferiría que me sacaran tres o cuatro muelas».
La entrevista terminó a las seis y cinco. Mientras le acompañaba hasta el coche-salón del tren español, Franco comentó a Serrano Suñer: «estos tíos lo quieren todo y no dan nada» —por su parte Hitler comentó: «con estos tipos no hay nada que hacer»—. Luego Serrano regresó al tren alemán para entrevistarse con Ribbentrop a quien le dijo que «en lo que concernía a las peticiones territoriales de España, las declaraciones de Hitler habían sido muy vagas y no constituían una garantía suficiente para nosotros». Según el intérprete de Ribbentrop, éste «maldecía al jesuita Serrano y al ingrato cobarde de Franco, que nos lo debe todo y ahora no se unirá a nosotros», y Hitler también despotricó contra el «cerdo jesuita» y «contra el orgullo español fuera de lugar», lo que según Paul Preston, no prueba que «Hitler y Ribbentrop estuvieran rojos de ira porque la hábil retórica de Franco y su cuñado estuviera conteniendo la fuerza alemana» sino que «los insultos son más indicativos de un desdén teutónico por las egoístas pretensiones del Caudillo y su engreído convencimiento de estar en el mismo plano que el Führer».

### El protocolo secreto

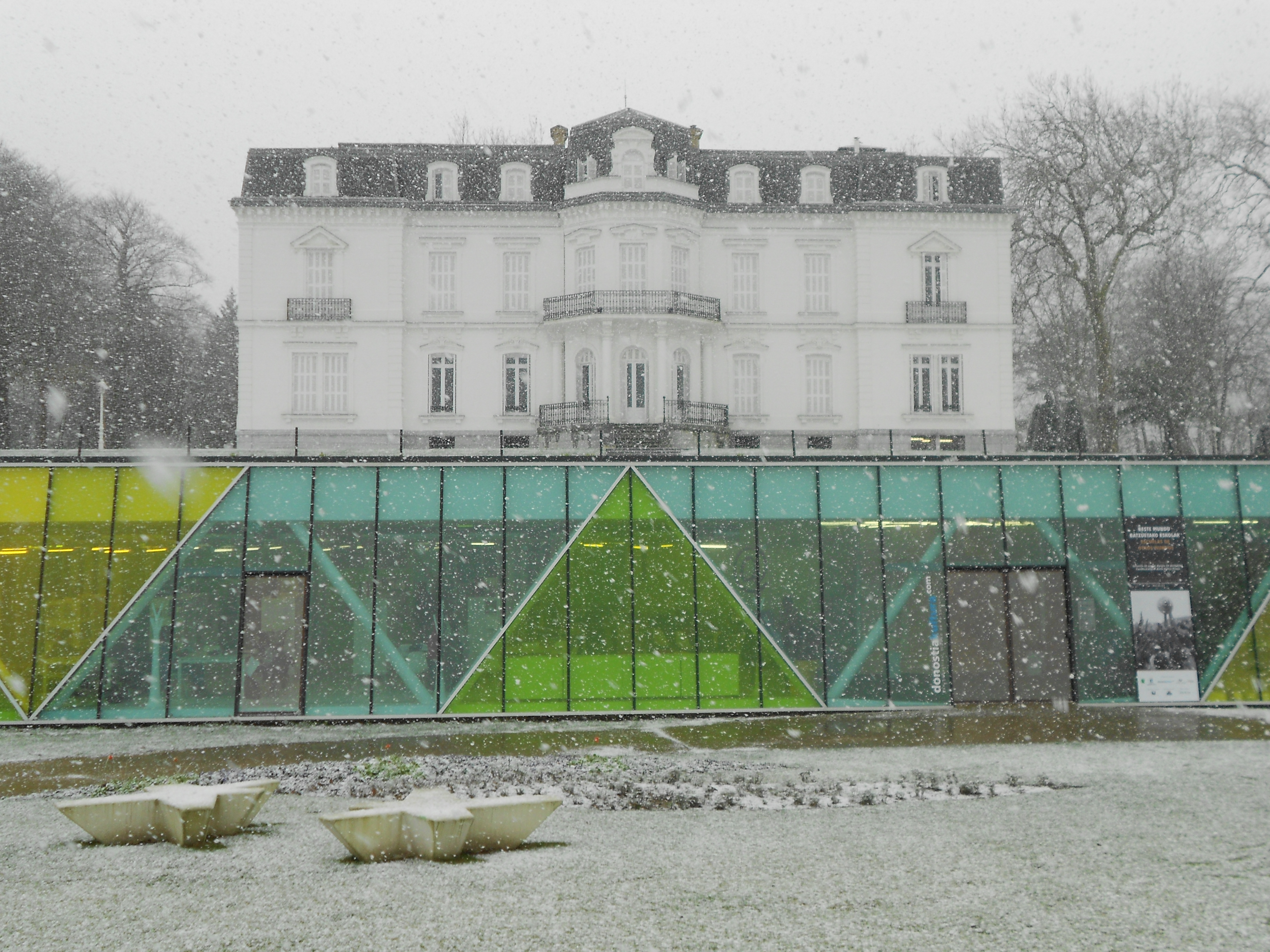
Palacio de Ayete de San Sebastián

Durante la entrevista que mantuvieron los ministros de Asuntos Exteriores acordaron elaborar un protocolo secreto. Los alemanes presentaron un borrador pero Serrano Suñer y Franco entre las dos y las tres de la madrugada elaboraron una nueva propuesta en el palacio de Ayete de San Sebastián a donde habían vuelto tras la entrevista. El texto fue llevado a Hendaya por el embajador español en Alemania, el general Eugenio Espinosa de los Monteros, aunque las enmiendas introducidas al texto alemán no fueron aceptadas por Ribbentrop, lo que Serrano ocultó a Franco. El protocolo comprometía a España a unirse al Eje en una fecha decidida por «común acuerdo de las tres potencias», pero una vez concluidos los preparativos militares, lo que en la práctica suponía que Franco sería el que decidiría cuando entraría en la guerra. Por su parte Hitler hizo una promesa firme sobre Gibraltar pero fue muy impreciso sobre la aceptación de las reivindicaciones españolas sobre el norte de África. Tres copias del protocolo secreto llegaron a Madrid el 9 de noviembre y fueron firmadas por Serrano Suñer, devolviendo las copias alemana e italiana mediante un correo especial. Goebbels escribió en su diario: «El Führer no tiene una buena opinión de España y de Franco. Mucho ruido y pocas nueces. Nada sólido. En cualquier caso, no están en absoluto preparados para la guerra. Son hidalgos de un imperio que ya no existe. Por otro lado, Francia es otra cuestión. Mientras que Franco se mostraba muy inseguro de sí mismo, Pétain parecía confiado y sereno».
La copia española del protocolo secreto fue probablemente destruida con posterioridad a 1945. La versión alemana se creyó también destruida hasta su salida a la luz en 1960 por parte del Departamento de Estado de los Estados Unidos. [cita requerida]
Así pues la reunión no fue un absoluto fracaso y Hitler consiguió salir de Hendaya con una promesa española de entrada en la guerra bajo el brazo. Algunas fuentes opinan que si Hitler hubiera ejercido una firme presión sobre España, es de prever que tarde o temprano habría conseguido su entrada en la guerra del lado del Eje. Pero, agobiado por asuntos más urgentes, cambió de planes, considerando además que la cuenca del Mediterráneo no era una zona de gran interés expansionista por parte del Tercer Reich y Hitler precisaba evitar pleitos entre la Francia de Vichy y la Italia fascista en el norte de África. Muy diferente era el escenario en la Europa Oriental, donde Alemania ya contaba con aliados (Hungría, Rumania, Eslovaquia) que se verían forzados a colaborar con el Tercer Reich en caso de extender la guerra a los Balcanes o a la URSS, presión de la cual España estaba exenta gracias a su lejanía geográfica.

## Consecuencias directas

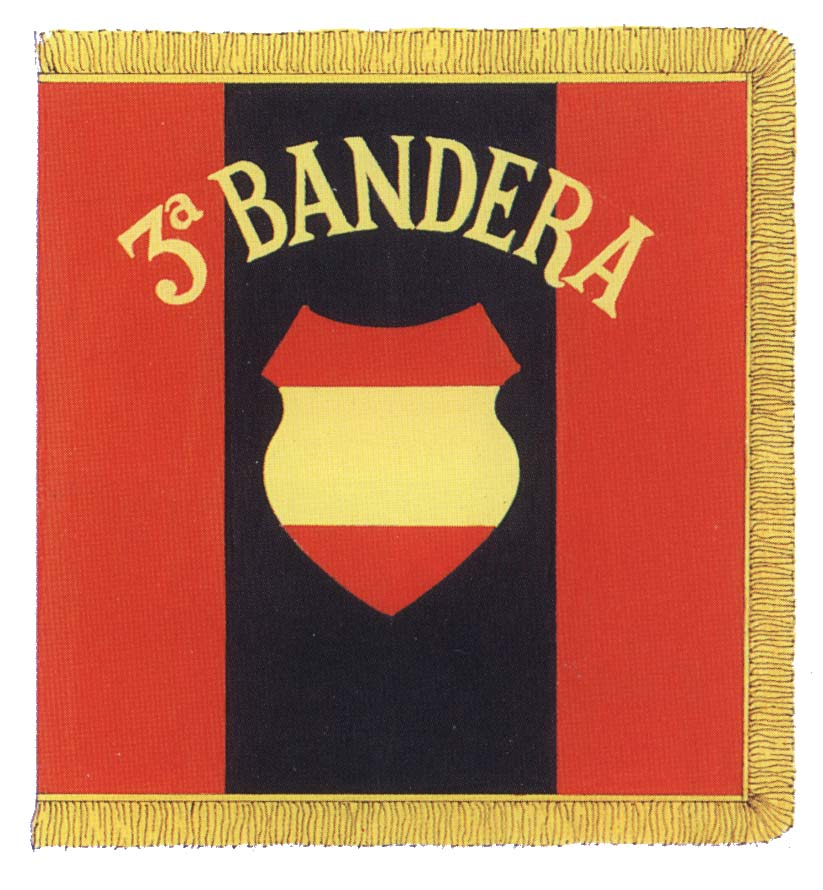
División Azul

Hitler y Franco no llegaron a un acuerdo expreso, por lo que España no entró oficialmente en la guerra. El movimiento más directo de apoyo al Eje se produjo en junio de 1941, cuando Serrano Suñer, enfrentado a presiones internas por sectores pronazis, promovió el envío de una división de voluntarios españoles en apoyo de Alemania en la invasión de la Unión Soviética. La voluntariedad de estos soldados ha sido puesta en duda. Probablemente la mayoría acudieron inflamados por ideales franquistas e ideas antisoviéticas, aunque algunos soldados profesionales acudieron con ellos (e incluso cuando se presentaba un oficial voluntario solía arrastrar a toda su unidad con él). El armamento y uniformes fueron suministrados en su totalidad por Alemania. Fue conocida como División Azul y operó principalmente en el frente central y en el de Leningrado.
Asimismo, existió una amplia tolerancia, incluso colaboración, ante la actuación de los agentes del Eje, sobre todo alemanes, en España. Esta colaboración permitió a los británicos efectuar la Operación Mincemeat, conocida por la novela y película El hombre que nunca existió para poder efectuar el desembarco de Sicilia con poca oposición alemana.

## La manipulación de las fotografías del encuentro
En octubre de 2006 se examinaron los negativos de las fotografías tomadas por la agencia EFE en dicha entrevista, las cuales se conservan en los archivos de esta agencia de noticias. Estos exámenes han demostrado que al menos tres de las fotografías que salieron publicadas del encuentro en la prensa de entonces fueron retocadas y alteradas:
- Se cambió el rostro de Franco (que en los negativos aparece con los ojos cerrados) por el que aparece en otra fotografía tomada en otra ocasión, donde figura con los ojos abiertos.
- Se borró la Cruz del Águila alemana que lucía Franco y se puso en su lugar la Medalla Militar española.
- Se recortaron las figuras de Hitler y de Franco y se pegaron sobre otra del andén de la estación de Hendaya de modo que (al contrario que en el negativo) no quedara de relieve la diferencia de estatura entre ambos.

## El coche SS-3 que transportó al general Franco
Datos relevantes del coche SS-3 usado por Francisco Franco para acudir y retirarse de la entrevista de Hendaya:
- 1929: Construido en la Sociedad Española de Construcción Naval, en Sestao (Vizcaya).
- 1929-1931: Usado por Alfonso XIII en sus desplazamientos públicos y privados por España.
- 23.10.1940: Usado para transportar a Franco de San Sebastián hasta Hendaya y regreso conducido por un maquinista y su ayudante irundarra Salvador Domínguez Domínguez. El periodista Sánchez Mazas iba en cabina. La cumbre se celebró en el vagón alemán.
- 1953: RENFE lo restaura con el expediente TATO 1953 GR.
- 1975: RENFE lo subasta por 1 000 000 ptas. a Vicente de Gregorio, un anticuario de Ciudad Real que lo usa como sede social de cazadores en su finca particular, a 50 km de Valdepeñas. Tenía el escudo de España con el yugo y las flechas en un costado, y el emblema del Ministerio de Obras Públicas, en el otro.
- ca. 1980 un terrateniente de Navalcaballo (Soria) compra el coche para su finca.
- 1984: El Estado lo recompra al terrateniente por mediación de un chatarrero que cobra de RENFE en especie 150 toneladas de chatarra férrica, valoradas en unos dos millones de  pesetas, y lo entrega a RENFE, que lo destina al museo nacional de Ferrocarril, dirigido por Julio Álvarez, en cuanto una empresa filial de RENFE, el servicio de Explotación Forestal de la estación de Soria, encabezado por Antonio Ayala, lo restaure en Soria capital. Para ello se remolca a 50 km/h entre Valdepeñas y Soria. La reforma se paraliza poco después por falta de fondos y se aparta a la intemperie bajo una lona en la vía 14 de Soria-Cañuelo. Un mendigo vivió regularmente en él.
- 1997: Se traslada a Almazán. La asociación ADEMA, que preside Marisa Muñoz, lo recibe en custodia, crea la nave de la estación Almazán-Dehesa y lo restaura con la escuela-taller municipal desde 2004 hasta 2006 con 282 681 euros de la Junta de Castilla y León y otros 23.000 de la propia ADEMA.
- 2007: La restauración cesa por falta de fondos. Hay un proyecto del alcalde José Antonio de Miguel nunca llevado a cabo de un parque temático ferroviario para Almazán con el coche SS-3 como pieza-insignia.

### Pie de página
1. ↑  Moradiellos, 2000, p. 66.
2. ↑  Payne, 1997, p. 30.
3. ↑  Preston, 1998, p. 470. "El hecho de que Serrano Suñer (que al fin y al cabo era ministro de la Gobernación), fuera el emisario enviado a Hitler, reflejaba el deseo de Franco de utilizar una persona que fuera del agrado de los alemanes"
4. ↑  Preston, 1998, p. 469.
5. ↑  Preston, 1998, p. 471.
6. ↑  Preston, 1998, pp. 472-473.
7. ↑  Suárez Fernández, 2011, pp. 177.
8. ↑  Preston, 1998, p. 474.
9. ↑  Preston, 1998, p. 479.
10. ↑  Preston, 1998, p. 473. "[Serrano] siempre susceptible y apasionadamente patriota, consideró las exigencias de Ribbentrop una impertinencia intolerable, y cuando comprendiera plenamente las lecciones de su viaje, éstas alterarían significativamente su actitud hacia el Tercer Reich y la cuestión de la entrada de España en la guerra"
11. ↑  Suárez Fernández, 2011, pp. 176-177. «El Führer no estaba dispuesto a adquirir compromisos africanos que pudieran molestar a Mussolini o alarmar a Pétain, cuya colaboración necesitaba. Los mandos militares alemanes tampoco creían que el Ejército español pudiera defender Marruecos de los ataques británicos»
12. ↑  Preston, 1998, p. 475. "Las ambiciones coloniales de Hitler de un gran imperio centroafricano con bases en las islas Canarias y el Marruecos español como puestos de estacionamiento eran más importantes para él que las buenas relaciones con Franco"
13. 1 2  Suárez Fernández, 2011, p. 179.
14. ↑  Preston, 1998, p. 481.
15. ↑  Preston, 1998, pp. 482-484.
16. ↑  Preston, 1998, pp. 484; 486.
17. 1 2  Suárez Fernández, 2011, pp. 176.
18. ↑  Preston, 1998, p. 487.
19. ↑  Preston, 1998, pp. 487-489.
20. ↑  Preston, 1998, pp. 489-490.
21. 1 2  Preston, 1998, pp. 490-491; 493.
22. ↑  Hemeroteca. Edición del jueves 24 de octubre de 1940. La Vanguardia.
23. ↑  Javier Tusell, Historia de España en el siglo XX, vol.III, pp. 63-64, Ed. Taurus, Madrid, 1999.
24. ↑  Diario Arriba, 24 de octubre de 1940.
25. ↑  Vidal, César  Enigmas de la historia: «¿Qué sucedió en la entrevista de Hendaya?» Archivado el 24 de abril de 2008 en Wayback Machine. Libertad Digital.
26. ↑  «Hitler Stopped by Franco - Conservative Monitor». Archivado desde el original el 7 de octubre de 2008. Consultado el 4 de mayo de 2007.
27. ↑  Preston, 1998, p. 492.
28. ↑  Preston, 1998, p. 494.
29. ↑  Suárez Fernández, 2011, p. 183.
30. ↑  Suárez Fernández, 2011, pp. 184-185.
31. ↑  Preston, 1998, p. 496.
32. ↑  Preston, 1998, pp. 494-495; 497-498; 503-504.
33. ↑  Javier Tusell, Historia de España en el siglo XX, vol.III, p. 64, Ed. Taurus, Madrid, 1999
34. ↑  La Aventura De La Historia
35. ↑  Ibáñez Hernández, Rafael "Españoles en las trincheras: la División Azul", Payne y Contreras
36. ↑  «Las fotos trucadas de Franco y Hitler.» 17 de octubre de 2006. El País.
37. ↑  «Salen a la luz dos nuevas fotografías trucadas de Franco con Hitler en Hendaya.» 17 de octubre de 2006. El Mundo.